# Џон Гаранг
Џон Гаранг де Мабиор (енгл. John Garang de Mabior) био је први председник Јужног Судана и председник Народног покрета за ослобођење Судана од 1983. до 2005. године. Погинуо је 30. јула 2005. године у хеликоптерској несрећи код села Њусајт близу границе са Кенијом. Наследио га је садашњи председник Салва Кир Мајардит.

## Живот
Гаранг се родио 23. јуна 1945. у малом селу Ванглеј у данашњем вилајету Џонглеј, као члан веома сиромашне породице. Пореклом је из народа Динке. Са десет година ишао је у основну школу у Ваву и Румбеку. Већ 1962. са свега 17 година придружио се борцима у Суданском грађанском рату. Међутим, због његове младости предложено му је да најпре настави са образовањем. Школовање је наставио у Танзанији, да би по добијању школарине отишао у САД на колеџ Гринел у Ајови. По завршетку студија вратио се у Танзанију и уписао факултет аграрне економије у Дар ес Саламу.
Убрзо по окончању школовања Гаранг се вратио у домовину и придружио побуњеницима. Споразумом у Адис Абеби 1972. године окончан је Први судански грађански рат. За наредних 11 година напредовао је од ранга капетана до чина пуковника. У периоду мира Гарнаг је магистрирао аграрну економију и докторирао на Универзитету у Ајови са тезом о пољопривредном развоју Јужног Судана.
Други судански грађански рат отпочео је 1983. године, а Џон Гаранг био је једна од воћа побуњеника. Исте године оформио је Народну армију за ослобођење Судана, која је бројала око 3.000 припадника. Након бројних успешних операција ова организација предвођена лидером Гарангом држала је већину територије данашњег Јужног Судана, тада познатог под именом „Нови Судан“. Године 2005. потписан је Свеобухватни мировни споразум у Најробију између Владе Судана и НАОС-а. Њиме је окончан рат, а Џон Гаранг је постао потпредседник Судана и први председник Јужног Судана. Међутим, његова владавина је кратко трајала, јер је 30. јула 2005. године погинуо у хеликоптерској несрећи након повратка из Уганде код места Њусајт у Јужном Судану. Наследио га је Салва Кир Мајардит. У главном граду Џуби, у знак захвалности као првом председнику Јужног Судана Гарангу је подигнут маузолеј.